# Épaulement (géologie)

Formation d'épaulements de rift lors du processus d'océanisation.

En géologie, un épaulement est un soulèvement de terrain par contrecoup d'un mouvement de masse terrestre. Ils constituent donc des reliefs non-liés à une tectonique de compression. 

## Épaulement de rift

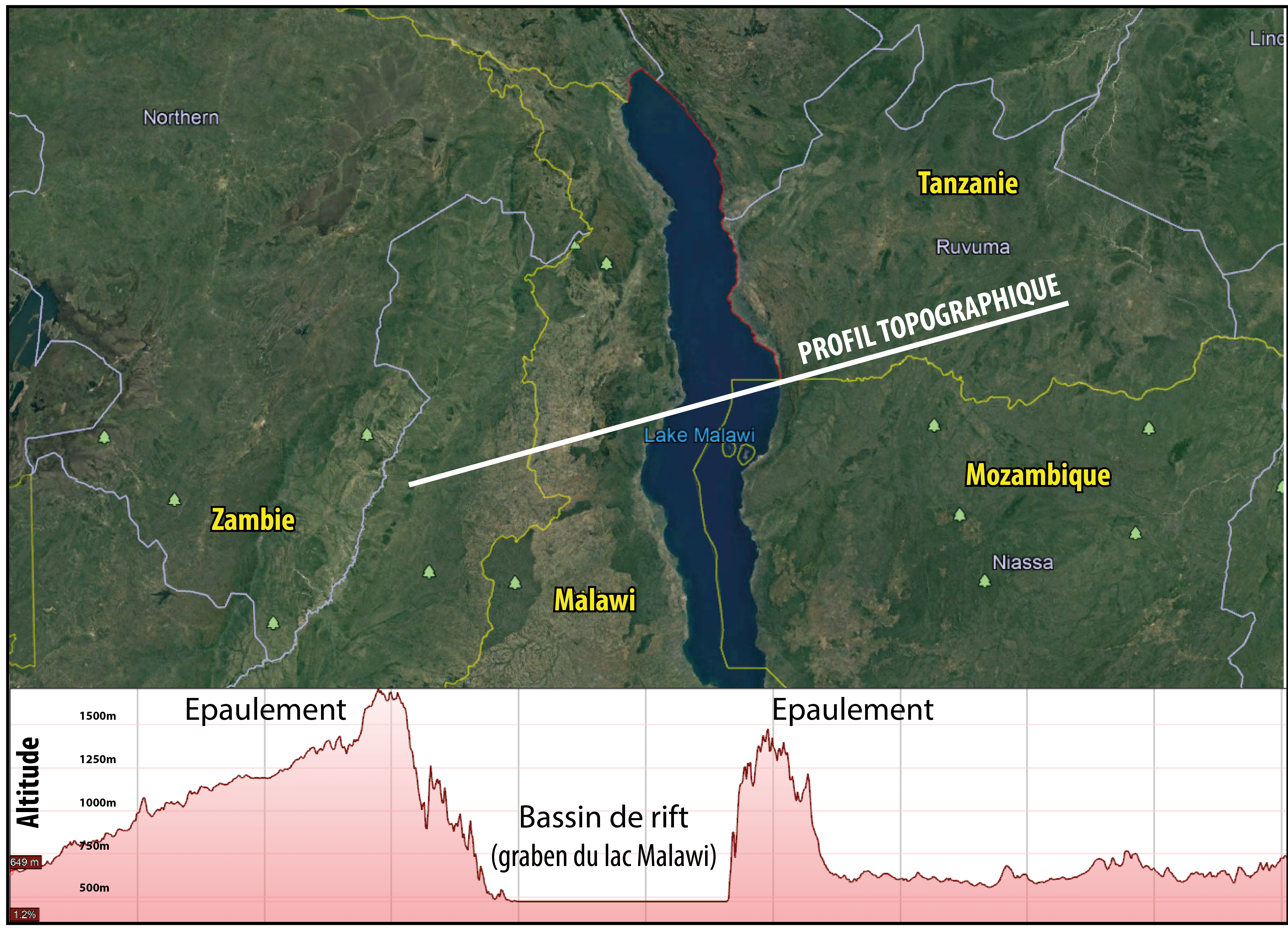
Profil topographique des épaulements du lac Malawi.

Les épaulements de rift correspondent à des reliefs très importants (pluri-kilométrique) formant des ceintures montagneuses en bordure des dépressions centrales. L’origine de ces épaulements a fait l’objet d’un grand nombre d’études depuis les années 1980. Le modèle de compensation isostatique de Vening Meinesz (appelé aussi modèle de l'isostasie ou du rebond flexural, proposé en 1950) permet d'expliquer le soulèvement topographique permanent, acquis lors du rifting et conservé sur les marges passives en dépit de l’érosion. Il est complété par d'autres modèles (facteurs du fluage, du sous-placage de magma mantellique ou du soutien dynamique) qui explorent plus en détail l’influence de paramètres rhéologiques, de la vitesse d’extension, de l’épaisseur de croûte, et de la géométrie du contact.

## Exemples
- Grands épaulements de rifts à la surface de la Terre (NOAA).Épaulements du rift est-africain,
- Bordures de la mer Rouge,

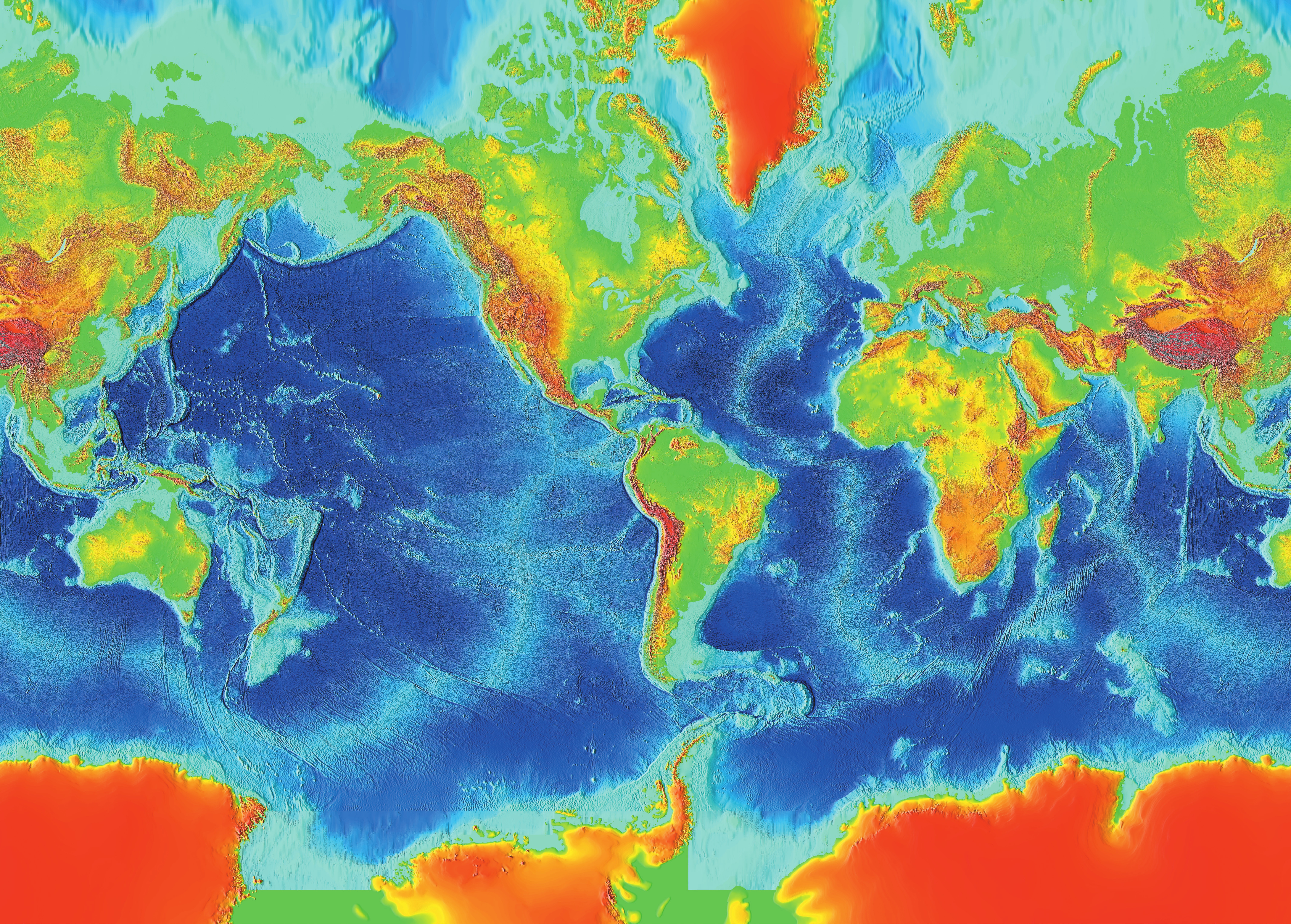
Grands épaulements de rifts à la surface de la Terre (NOAA).

- Cordillère Cantabrique et Massif armoricain qui forment les deux épaulements du golfe de Gascogne,
- Marges passives de l'Océan atlantique : nord de l'est du Groenland et ouest de la Scandinavie,
- Marges passives du bassin des Mascareignes (issu du rifting indo-malgache) : est de Madagascar et de l'ouest de l'Inde[4].